# Microcharops townesi
Microcharops townesi är en stekelart som beskrevs av Gupta 1987. Microcharops townesi ingår i släktet Microcharops och familjen brokparasitsteklar. Inga underarter finns listade i Catalogue of Life.